# صموئيل ليستر
صموئيل ليستر (بالإنجليزية: Samuel Lister)‏ هو كاتب نيوزلندي، ولد في 1833، وتوفي في 29 نوفمبر 1913.